# Rejštejn
Rejštejn – miasto w Czechach, położone w kraju pilzneńskim, w powiecie Klatovy.
Według danych z 1 stycznia 2024, liczba mieszkańców miasta wynosi 242 osoby (4520. miejsce w kraju wśród miejscowości; 608. miejsce wśród miast).

## Demografia
| Rok             | 2008 | 2016 | 2024 |
| --------------- | ---- | ---- | ---- |
| Liczba ludności | 236  | 239  | 242  |